# Moosonee

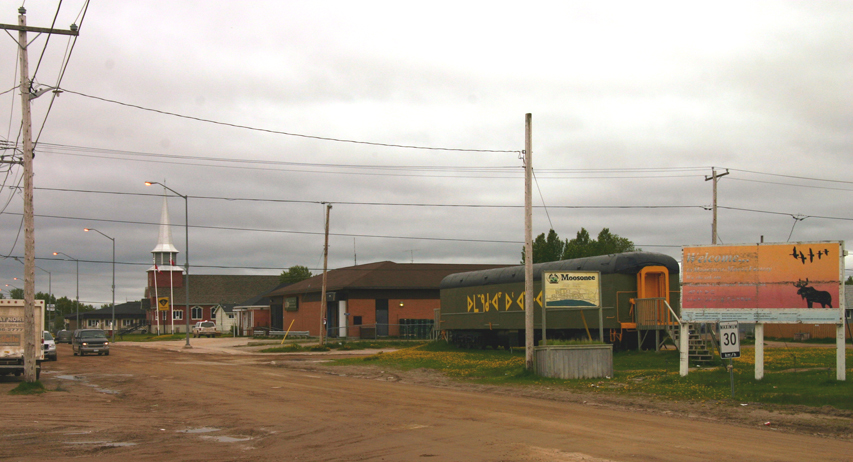
Rue principale de Moosonee

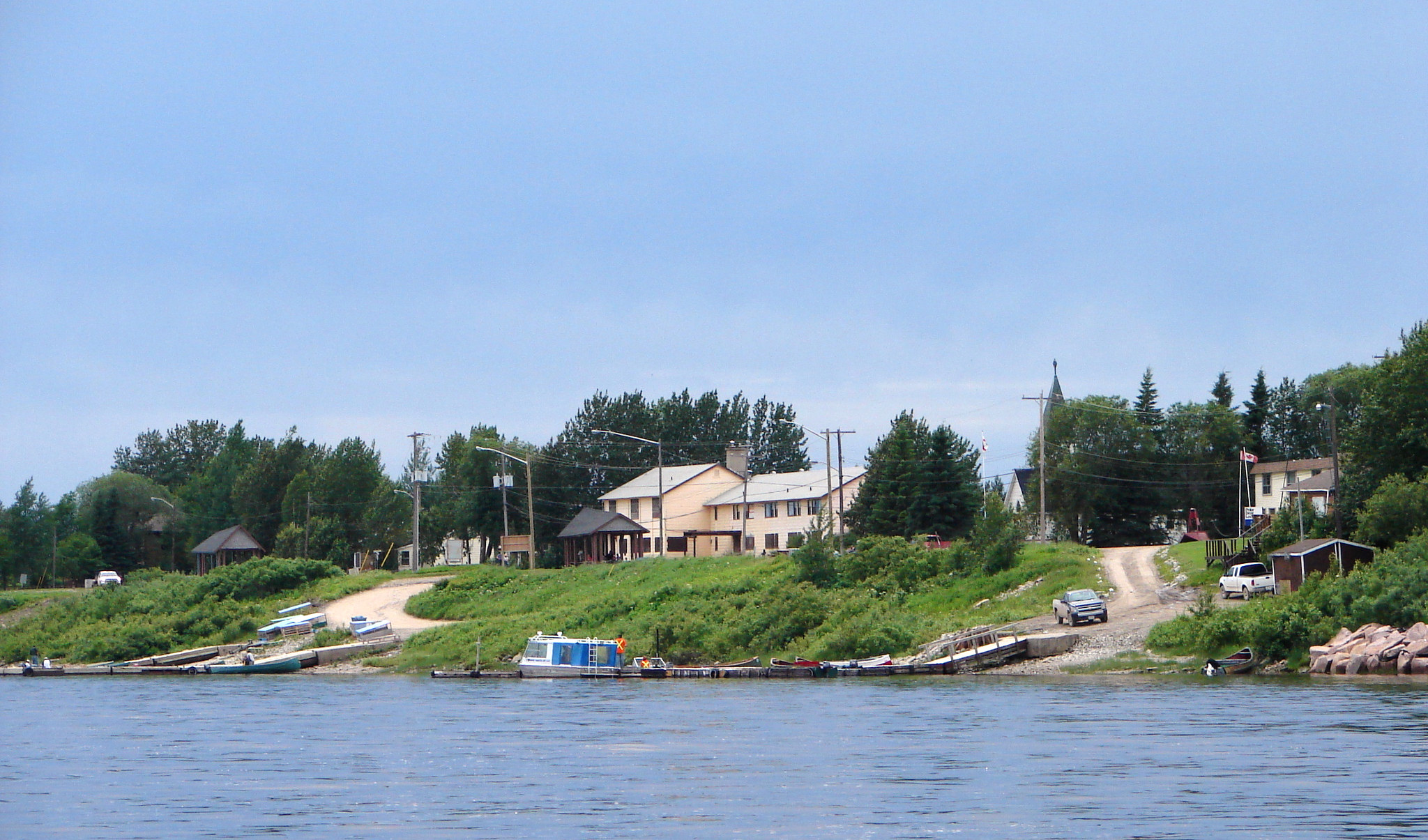
Moosonee en bordure de la Rivière Moose

Moosonee est une ville canadienne située dans nord de l'Ontario. Elle est la tête de ligne du Chemin de fer Ontario Northland, sur la Baie James. Les marchandises y sont transférées sur des barges ou des avions pour être distribuées dans les communautés plus nordiques. Moosonee n'est pas très loin au nord (51°N) mais est isolée à cause du manque de liens routiers vers le reste de l'Ontario. La communauté était le site d'un poste de traite de la fourrure instauré en 1903 par Révillon Frères, compétiteurs de la Compagnie de la Baie d'Hudson, qui a racheté plus tard Révillon.

## Géographie

### Voies de communication et transports
Moosonee est inaccessible par la route. La route la plus proche est à Otter Rapids, qui se trouve à plus de 148 kilomètres au sud de Moosonee. Le principal moyen de transport est le train. Le train mixte Little Bear fait trois aller-retour par semaine et le train touristique Polar Bear Express en fait six par semaine durant l'été seulement. Il y a un service aérien quotidien de Moosonee à Timmins et de Moosonee vers d'autres communautés plus au nord. De l'été jusqu'au début de l'automne, les marchandises peuvent être transportées jusqu'à Moosonee par barge. Durant l'hiver, des routes sont maintenues sur la glace de la Rivière Moose jusqu'à Moose Factory et les communautés côtières de Fort Albany, Kashechewan et Attawapiskat.

### Climat
| Mois                                  | jan.       | fév.       | mars       | avril      | mai        | juin      | jui.      | août      | sep.      | oct.       | nov.       | déc.       | année           |
| ------------------------------------- | ---------- | ---------- | ---------- | ---------- | ---------- | --------- | --------- | --------- | --------- | ---------- | ---------- | ---------- | --------------- |
| Température minimale moyenne (°C)     | −26,3      | −24,6      | −18,3      | −7,9       | 0,2        | 5,3       | 8,9       | 8,6       | 5,2       | −0,5       | −8,2       | −19,7      | −6,4            |
| Température moyenne (°C)              | −20        | −17,5      | −11,1      | −1,8       | 6,8        | 12,2      | 15,8      | 14,9      | 10,5      | 3,8        | −4,3       | −14,5      | −0,5            |
| Température maximale moyenne (°C)     | −13,6      | −10,5      | −3,9       | 4,3        | 13,3       | 19,1      | 22,6      | 21,1      | 15,7      | 7,9        | −0,5       | −9,3       | 5,5             |
| Record de froid (°C) date du record   | −48,9 1935 | −46,1 1967 | −44,4 1917 | −33,9 1907 | −17,8 1907 | −7 1978   | −2,2 1972 | −3,1 1978 | −6,1 1943 | −16,7 1933 | −34,4 1938 | −44,4 1970 | −48,9 24/1/1935 |
| Record de chaleur (°C) date du record | 7,2 1946   | 10,6 1954  | 25 2012    | 29 2001    | 37 2012    | 37,5 2002 | 37,8 1975 | 35 1947   | 32,2 1959 | 29 2011    | 20,5 2016  | 13,2 1982  | 37,8 31/7/1975  |
| Ensoleillement (h)                    | 93,6       | 128,7      | 161,6      | 192        | 221,2      | 213,5     | 249,2     | 219,7     | 134,8     | 88,5       | 52,9       | 55,2       | 1 810,7         |
| Précipitations (mm)                   | 33         | 28,6       | 35,3       | 38,1       | 54,6       | 71,7      | 96,8      | 77,8      | 95,3      | 74,7       | 56,3       | 41,5       | 703,6           |
| dont neige (cm)                       | 39,9       | 31,7       | 31         | 17,9       | 6,6        | 0,2       | 0         | 0         | 0,6       | 13,2       | 40,6       | 45,2       | 226,8           |
| Nombre de jours avec précipitations   | 14,8       | 11,3       | 10,9       | 10,2       | 12,5       | 13,9      | 16,4      | 15,2      | 18,5      | 16,5       | 15,7       | 15,9       | 171,7           |
| Nombre de jours avec neige            | 15         | 11         | 10,1       | 6,7        | 3,1        | 0,17      | 0         | 0         | 0,09      | 5          | 13,1       | 15,6       | 79,7            |

| Diagramme climatique                                  |                |               |             |             |             |             |             |             |             |              |               |
| J                                                     | F              | M             | A           | M           | J           | J           | A           | S           | O           | N            | D             |
| −13,6−26,333                                          | −10,5−24,628,6 | −3,9−18,335,3 | 4,3−7,938,1 | 13,30,254,6 | 19,15,371,7 | 22,68,996,8 | 21,18,677,8 | 15,75,295,3 | 7,9−0,574,7 | −0,5−8,256,3 | −9,3−19,741,5 |
| Moyennes : • Temp. maxi et mini °C • Précipitation mm |                |               |             |             |             |             |             |             |             |              |               |

## Politique et administration

### Démographie
La population de Moosonee est d'environ 3 000 habitants (estimation du gouvernement municipal). Au recensement de 2006 de Statistique Canada, on y dénombre une population de 2006habitants (sans données détaillées). (Les chiffres du recensement 2001 pour Moosonee sont incomplets, un problème fréquent avec plusieurs communautés éloignées). Plus de 80 % de la population est constituée d'autochtones cris.
| 2001 | 2006  | 2011  | 2016  |
| ---- | ----- | ----- | ----- |
| 936  | 2 006 | 1 725 | 1 481 |

## Population et société

### Enseignement
Moosonee possède deux écoles élémentaires, l'École publique de Moosonee et l'École séparée Bishop Belleau (catholique romaine) qui offrent des cours de la maternelle jusqu'à la huitième année. L'École Bishop Belleau procure aussi une Unité d'enseignement en langue française. Il y a aussi une école secondaire, Northern Lights Secondary, qui procure des cours de la neuvième à la douzième année. Le campus du Northern College à Moosonee procure certains programmes postsecondaires.

### Santé
La clinique Moosonee de l'Hôpital Général de la Baie James procure les soins de santé.

### Médias
Moosonee a un poste de radio local, CHMO 1450 AM opérée par des volontaires, ainsi que des ré-émetteurs de CBC Radio One Northern Ontario à partir de CBCS-FM à Sudbury sur le 1340 AM. La télévision de CBC et TVOntario ont des transmetteurs de rediffusion à Moosonee. La plupart des maisons ont la télévision par câble ou par satellite pour améliorer la transmission.

## Culture locale et patrimoine

### Patrimoine culturel
L'intrigue du roman de Joseph Boyden, « Les saisons de la solitude », paru en 2009 en France, se déroule au sein de la communauté cree de Moosonee.